# ریکاردو مازاکوته
ریکاردو مازاکوته (انگلیسی: Ricardo Mazacotte؛ زادهٔ ۹ ژانویهٔ ۱۹۸۵) بازیکن فوتبال اهل پاراگوئه است.
از باشگاه‌هایی که در آن بازی کرده‌است می‌توان به باشگاه فوتبال سانتا فه و باشگاه فوتبال ناسیونال پاراگوئه اشاره کرد.
وی همچنین در تیم ملی فوتبال پاراگوئه بازی کرده‌است.